# 평택군 (1988년 선거구)
평택군은 대한민국의 옛 국회의원 선거구이다. 당시 경기도 평택군 지역을 관할했다.

## 역사
제13대 국회의원 선거를 앞두고 송탄시·평택군·안성군 선거구에서 분리되면서 신설되었다.
1995년 1월, 송탄시, 평택시, 평택군이 통합되면서 통합 평택시를 이루게 됨에 따라 제15대 국회의원 선거를 앞두고 평택시 갑, 평택시 을 선거구로 각각 분리되면서 폐지되었다.

## 역대 국회의원
| 선거   | 정당 | 정당       | 의원   |
| ------ | ---- | ---------- | ------ |
| 1988년 |      | 민주정의당 | 이자헌 |
| 1992년 |      | 민주자유당 | 이자헌 |

## 역대 선거 결과

### 대한민국 제13대 국회의원 선거
|  | 48.15% |

|  | 24.07% |

|  | 21.16% |

|  | 6.60% |

### 대한민국 제14대 국회의원 선거
|  | 43.87% |

|  | 33.37% |

|  | 22.74% |